# Hrazený
Hrazený är en kulle i Tjeckien.   Den ligger i regionen Ústí nad Labem, i den norra delen av landet, 100 km norr om huvudstaden Prag. Toppen på Hrazený är 618 meter över havet, eller 173 meter över den omgivande terrängen. Bredden vid basen är 12,3 km.
Terrängen runt Hrazený är platt åt nordost, men åt sydväst är den kuperad.Runt Hrazený är det ganska tätbefolkat, med 60 invånare per kvadratkilometer. Närmaste större samhälle är Šluknov, 3,7 km nordost om Hrazený. I omgivningarna runt Hrazený växer i huvudsak blandskog.